# Diciassette anni
Diciassette anni (Guo nian hui jia) è un film del 1999 diretto da Zhang Yuan.
Premiato con il Leone d'argento - Premio speciale per la regia alla 56ª Mostra internazionale d'arte cinematografica di Venezia

## Trama
Tao Lan è stata condannata a diciassette anni di carcere perché, all'età di sedici anni, in un eccesso d'ira ha ucciso con una bastonata la sorellastra, figlia del secondo marito della madre. Sono passati diciassette anni e ora la giovane donna, prossima all'uscita definitiva dal carcere, ha ottenuto il permesso speciale di trascorrere in famiglia la festa del Capodanno cinese. La accompagna una guardia carceraria che non se la sente di lasciarla sola, visto che nessuno è venuta a prenderla fuori dal cancello del carcere. Il viaggio le fa scoprire che la Cina non è più la stessa; perfino la casa dove abitava con i suoi è stata demolita.

## Storia
Il regista cinese Zhang Yuan aveva già avuto in passato problemi con il governo del suo paese. Il film Diciassette anni non aveva ricevuto il visto della censura di Pechino; era stato tuttavia prodotto dalla Fabrica della Benetton e pertanto poté partecipare come terzo film italiano alla Mostra del cinema di Venezia, nella quale il regista fu premiato. L'anno successivo il film, dopo il taglio di tre scene, ottenne il visto della censura anche in Cina.